# NGC 2279
NGC 2279 est un groupe de trois étoiles situé dans la constellation des Gémeaux.
L'astronome français Guillaume Bigourdan a enregistré la position de ce groupe de trois d'étoiles le 8 janvier 1885.